# ふたごのかぽとゆぽ
『ふたごのかぽとゆぽ』は、浦上かおり・浦上ゆかり（作・絵）による子供向け絵本。2001年にポプラ社より刊行された。

## ストーリー
ふたごのかぽとゆぽ、おいしくやけたどんぐりぱんをじいじとばあばととどけることに。ところが途中、ふたりはけんかをしてしまい、ふたりは別々の道を進むことに。はたしてふたりは無事になかよくじいじとばあばにどんぐりぱんを届けることができるだろうか

## 登場キャラクター
- かぽ
ゆぽの双子の姉。青い服を着ている。モデルは浦上かおり自身
- ゆぽ
かぽの双子の妹。赤い服を着ている。モデルは浦上ゆかり自身